# BK Wiking
BK Wiking är en bandyklubb från Lidköping i Sverige. Klubben bildades den 5 december 1933 och är därmed Lidköpings äldsta bandyklubb. 
Klubbens första hemmais heter Sandvik och ligger ca 10 km nordväst om Lidköping vid Vänerns strand, en klassisk invallad bandygryta som idag används som bana för allmänhetens åkning.
Sandvik är en av de äldsta grytorna och ligger i Skalunda på Kålland. Det är ett exempel på en gryta som, genom några bandytokiga yngre entusiaster, återuppstått och fått både uppfräschning och återanvändning.
Bandygrytan vid Sandvik anlades av BK Wiking 1957. Innan dess höll man till ute på den angränsande sjön. Detta berättar Börje Wångdahl, f d ledare i klubben i många år och som själv var med och deltog i arbetet med att anlägga grytan. Här spelade sedan BK Wiking sina bandymatcher ända till 1968 då klubben flyttade in till Lidköpings nya konstisbana, Isstadion och sedermera inomhus till Sparbanken Lidköping Arena. Därefter blev grytan allt mindre använd, vassen tog över och klubbstugan förföll.
BK Wiking är Lidköpings äldsta bandyförening och bildades 1933. I anslutning till klubbens 70-årsjubileum 2003 tyckte några eldsjälar bland dagens bandygeneration, som knappt var påtänkta när verksamheten på grytan upphörde, att det skulle vara roligt att försöka få till stånd en match på den gamla grytan i anslutning till jubileet. Efter mycket arbete kunde så ske och en B-lagsmatch mot Gillstad genomfördes i februari 2004 med bra iskvalitet, nygjorda träsarger samt nyttjande av den uppfräschade omklädningsbyggnaden där kaminen åter var igång och spred värme och trivsel. Därefter har ytterligare några matcher spelats och både allmänheten och gamla ”wikingar” har kunnat ta en tur med skridskorna på grytan när väder- och isförhållandena varit gynnsamma. Huruvida så kan ske även i framtiden återstår att se men förhoppningsvis blir det kalla vintrar igen och vem vet, då kanske en och annan gammal bandygryta kan användas även av kommande generationer. Om inte annat som K-märkta minnesmärken över en svunnen bandyepok.
Idag spelar BK Wiking sina hemmamatcher på Lidköpings Isstadion samt i den nya bandyarenan Sparbanken Lidköping Arena. 
BK Wiking har idag ca 30 spelare i träning och säsongen 2014/2015 spelar BK Wiking i Division 2 Västergötland.